# وانغ شينيو
وانغ شينيو (من مواليد 26 سبتمبر عام 2001) هي لاعبة تنس محترفة صينية، أعلى تصنيف لها في الفردي كان ال75 في مايو عام 2022.

## روابط خارجية
- وانغ شينيو على موقع رابطة محترفات التنس (الإنجليزية)
- وانغ شينيو على موقع الاتحاد الدولي لكرة المضرب (الإنجليزية)
- وانغ شينيو على موقع كأس بيلي جين كينغ (الإنجليزية)
- وانغ شينيو على موقع بطولة ويمبلدون (الإنجليزية)
- وانغ شينيو على موقع خلاصة التنس.كوم (الإنجليزية)
- وانغ شينيو على موقع إي إس بي إن.كوم (الإنجليزية)
- وانغ شينيو على موقع اللجنة الأولمبية الدولية (الإنجليزية)
- وانغ شينيو على موقع أوليمبيديا (الإنجليزية)